# Saint Helier
Saint Helier is de hoofdplaats van het Kanaaleiland Jersey (en tevens de naam van de gemeente) en telt 33.522 inwoners. Saint Helier is een van de twaalf gemeenten van Jersey. Zoals de meeste geografische namen op Jersey is de naam Frans van oorsprong maar wordt tegenwoordig door de bewoners op zijn Engels uitgesproken, het klinkt ongeveer als "saint hillier" . De naam komt van de heilige waaraan de gemeentelijke kerk is gewijd. Zowel de kerkgemeente als de gemeentelijke bestuurseenheid hebben dezelfde grenzen.

## Etymologie
De gemeente "Saint Helier" (Nederlands: Sint Helier) is genoemd naar Hélier (of Helerius), een 6de-eeuwse ascetische heremiet geboren te Tongeren. Zijn sterfjaar is 555 na Christus. Op zijn naamdag (16 juli) vindt een jaarlijkse processie plaats, waarin inwoners van Saint Helier en oecumenische deelnemers meelopen. Het doel van de processie is de voormalige hermitage van Sint-Helier of Sint-Helerius. Hij leefde op Jersey en stond daar bekend als de kluizenaar die de eilanders waarschuwde voor aanvallen vanaf zee. In Normandië en Engeland is hij bekend om zijn genezende gaven.

## Geschiedenis
Tot het einde van de 18de eeuw bestond de stad voornamelijk uit een lint van huizen, winkels en pakhuizen dat zich uitstrekte langs de duinen naar beide kanten van de kerk van Saint Helier het naastgelegen marktplein (sinds 1751, Royal Square). La Cohue (een Noors woord voor gerechtsgebouw) stond aan één zijde van het plein, nu herbouwd als het Royal Court en het Staten gebouw. Het marktkruis in het midden van het plein werd tijdens de reformatie verwijderd. De ijzeren kooi waarin gevangenen werden bewaard is vervangen door een gevangenishuis aan de westkant van de stad.

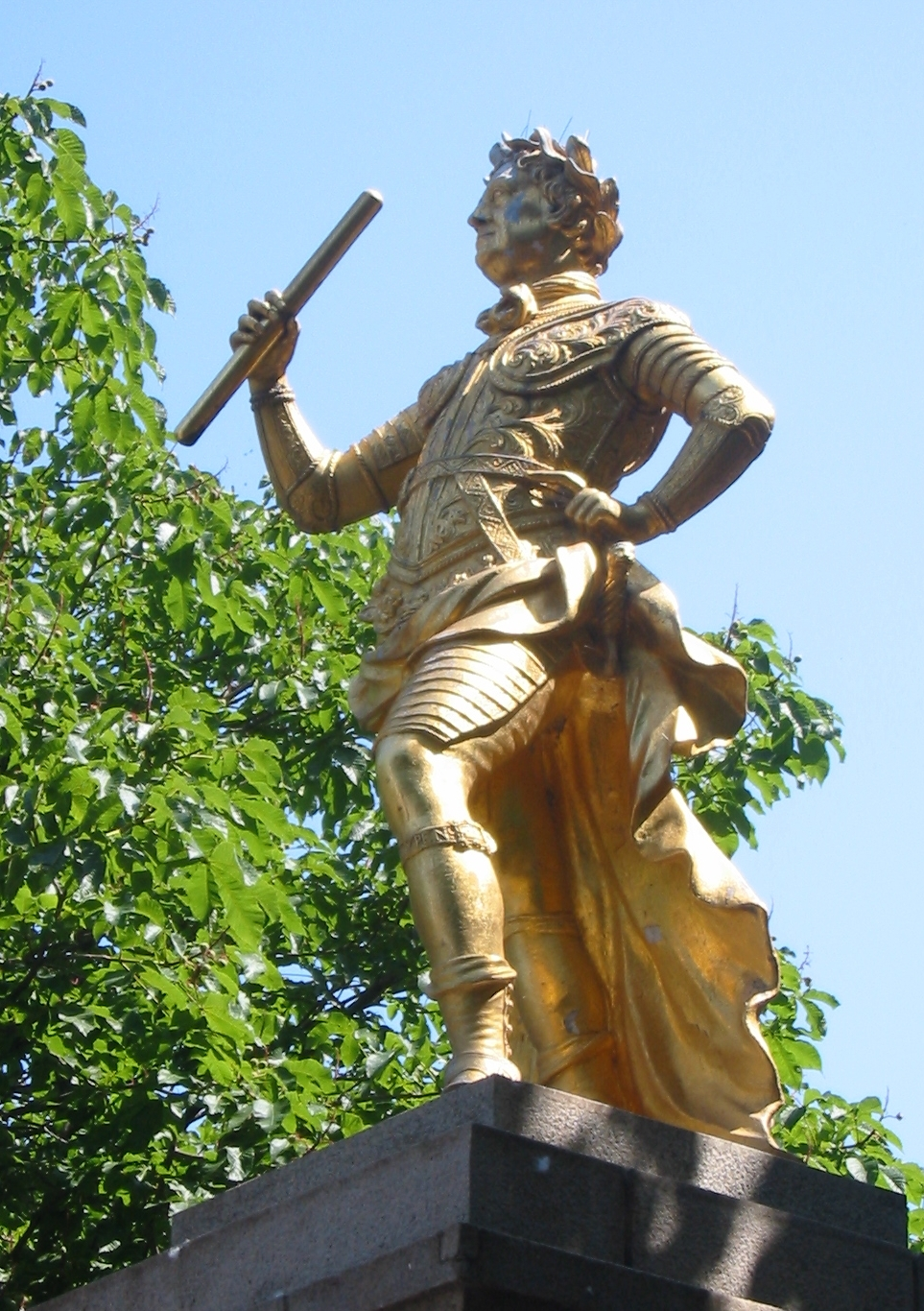
Het standbeeld van George II op het Royal Square is het nulpunt waarvandaan alle afstanden op Jersey worden gemeten

## Bezienswaardigheden
Saint Helier is een van de drie grootste havens van Jersey; deze zijn:
- Saint Helier
- Saint Aubin
- Gorey.

Het stadje is een havenstad en badplaats en heeft een kasteel (Elizabeth Castle) uit de 16e eeuw op een rotseiland. Elizabeth Castle is bij eb ook te bereiken via een voetpad. Daarnaast is er op een heuvel op het vasteland het kasteel Fort Regent, waarbinnen een groot sportcentrum is aangelegd.
De oude haven van Jersey is alleen bereikbaar bij vloed. De haven zelf blijft wel onder water staan, omdat er een drempel is aangelegd tussen de haven in de zee.
In het centrum bevinden zich de drukke winkelstraten King Street en Queen Street (beide voetgangersgebied) en de Royal Square, een pleintje waar op 6 januari 1781 de Slag om Jersey (Engels: Battle of Jersey) werd uitgevochten. Aan een zijde van de Royal Square staat het parlementsgebouw (States Chamber) uit 1877. Vroeger was de Royal Square een marktplein; maar vanwege het marktlawaai in de omgeving van het parlementsgebouw werd de markt verplaatst.
Saint Helier heeft twee overdekte markten met verse producten: de victoriaanse Central Market uit 1881 en Beresford Market (vismarkt) waar sinds 1854 gehandeld wordt.
Vrijwel alle wegen in het centrum zijn eenrichtingsverkeer.

## Buurtschappen of vintaignes

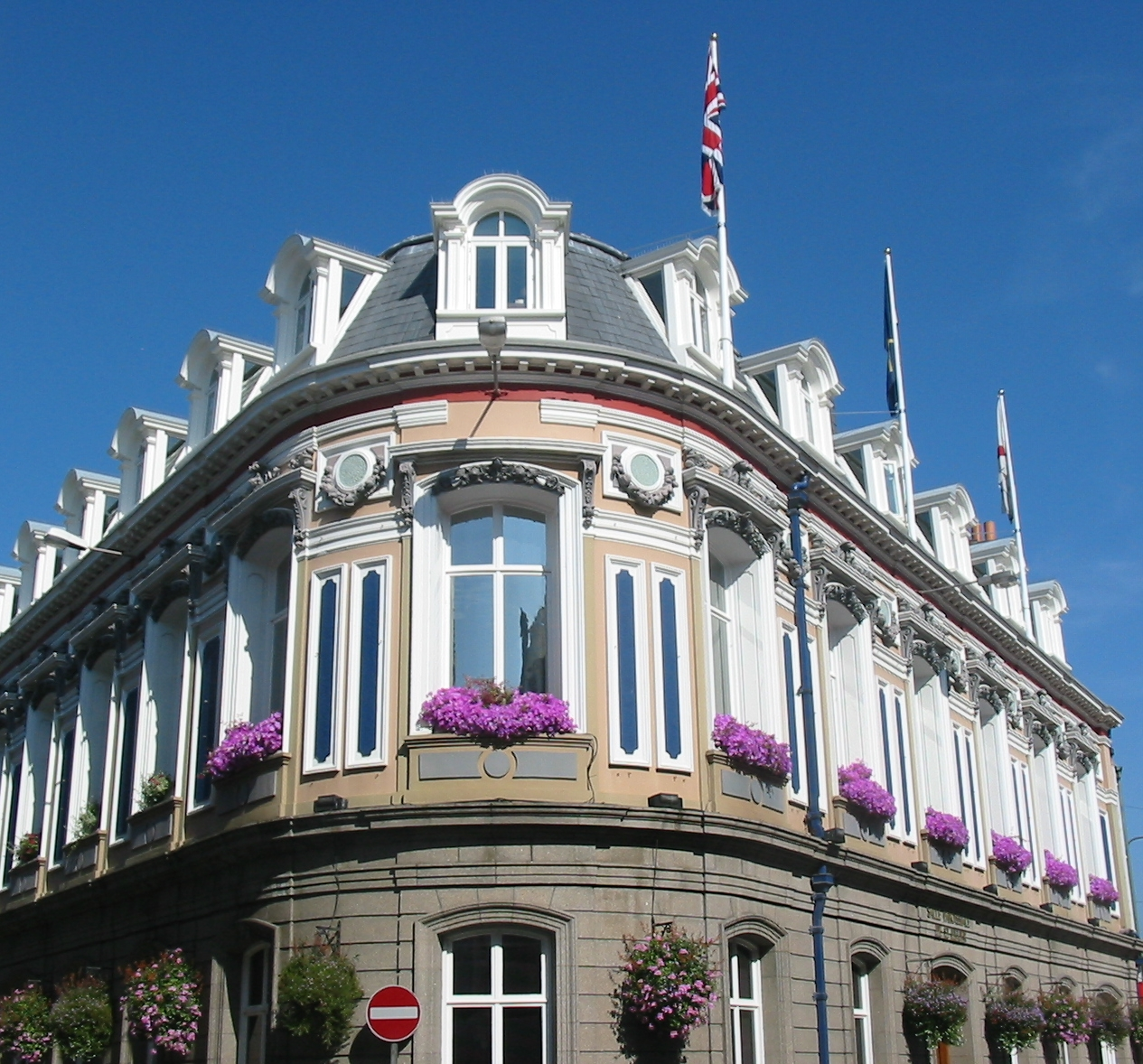
Het gemeentehuis

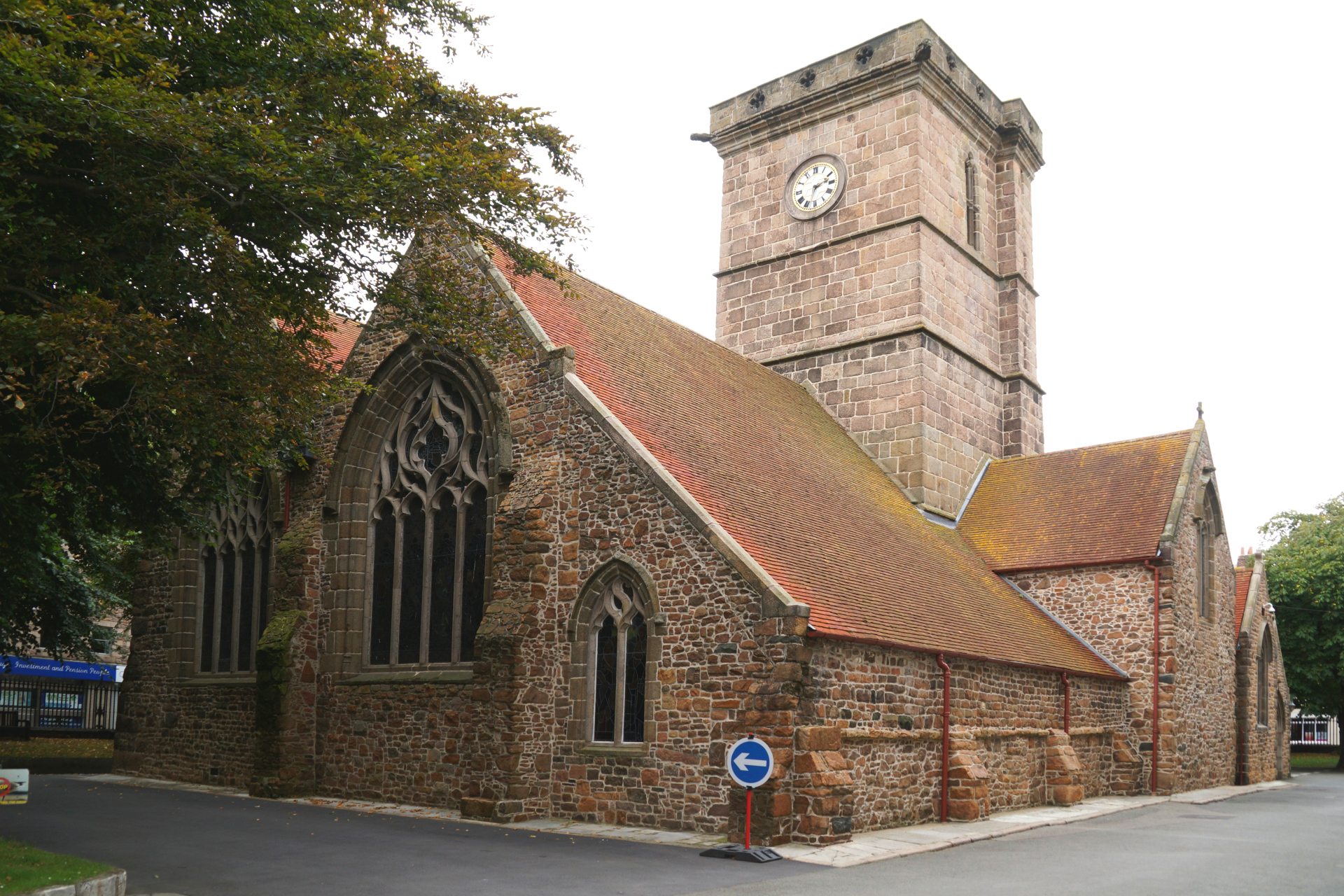
De parochiekerk van St. Helier

De gemeente is als volgt onderverdeeld in buurtschappen of vingtaines:
- La Vingtaine de la Ville
  - Canton de Bas de la Vingtaine de la Ville
  - Canton de Haut de la Vingtaine de la Ville
- La Vingtaine du Rouge Bouillon
- La Vingtaine de Bas du Mont au Prêtre
- La Vingtaine de Haut du Mont au Prêtre
- La Vingtaine du Mont à l'Abbé
- La Vingtaine du Mont Cochon

## Demografie
Saint Helier is het dichtstbevolkte gebied van Jersey met 33.522 inwoners in 2011.
| 28.123                   | 27.523 | 28.310 | 33.522 |
| Statistiek start in 1991 |        |        |        |

## Politiek

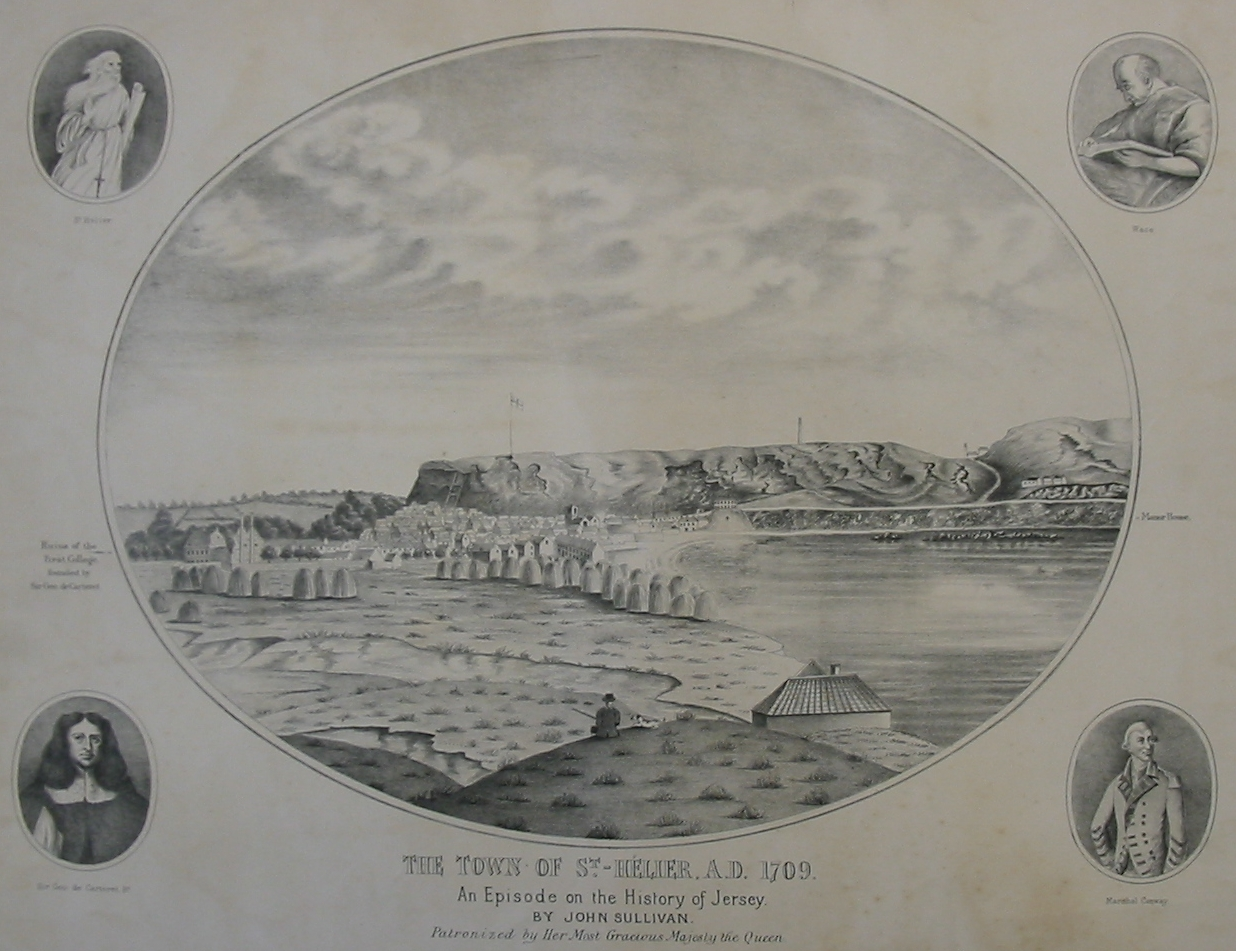
Een voorstelling van de stad St Helier in 1709

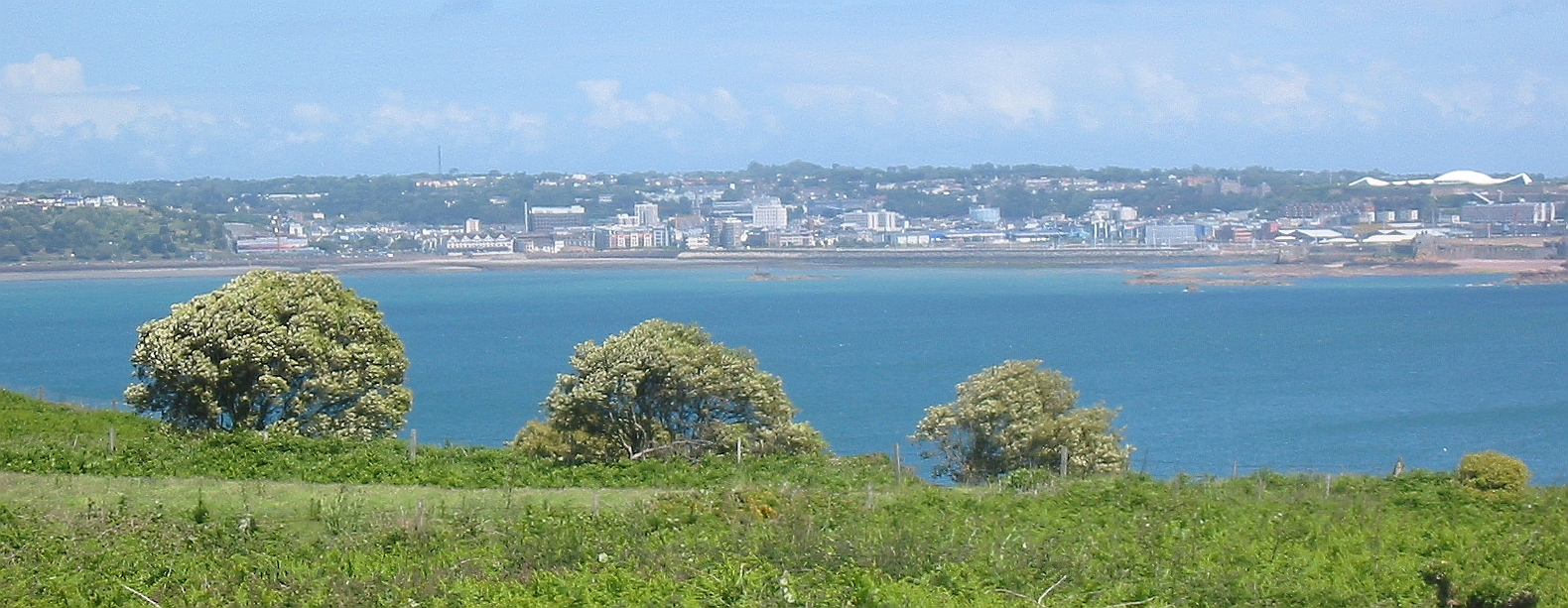
Saint Helier gezien over St. Aubin's Bay vanaf het westen

De gemeente is onderverdeeld in vier kiesdistricten voor de verkiezing van afgevaardigden in de Staten van Jersey:
- St. Helier No. 1 (bestaat uit Vingtaine de la Ville) kiest drie afgevaardigden
- St. Helier No. 2 (bestaat uit Vingtaine de Bas du Mont au Prêtre en Vingtaine de Haut du Mont au Prêtre) kiest drie afgevaardigden
- St. Helier No. 3 (bestaat uit Vingtaine du Rouge Bouillon en Vingtaine du Mont à l'Abbé)
- St. Helier No. 4 (bestaat uit Vingtaine du Mont Cochon)

De stemmen van kiesdistrict 3 en 4 worden samengevoegd tot één kiesdistrict, die vier afgevaardigden kiezen. Het is het grootste kiesdistrict van het eiland.
Samen met de Constable heeft de gemeente 11 vertegenwoordigers in de Staten van Jersey (van de 53 verkozen leden).
De gemeente heeft ook andere taken en verantwoordelijkheden zoals alle andere gemeenten van Jersey.
De gemeente kiest de medewerkers van politie en justitie namelijk:
- de "Honorary Police";
- 16 agenten toegevoegd aan de Constable;
- 10 Vingteniers;
- 12 Centeniers.

De "Honorary Police" staat boven de betaalde politie en hebben de taak verdachten aan te klagen en te vervolgen.
De wegencommissie (Engels: Roads Committee) bestaande uit 5 leden en de 10 wegeninspecteurs worden door de inwoners van de gemeente gekozen. zij dragen zorg voor de goede toestand van de wegen.
De verkozen leden van de "Assessment Committee" bepalen de hoogte van de gemeentelijke onroerende zaak belasting.
De "Welfare Board" (Nederlands: commissie van Sociale zaken) wordt gekozen om toezicht te houden op de sociale voorzieningen van de gemeente.
De "Accounts Committee" wordt gekozen om toezicht te houden op de gemeentelijke jaarrekening en begroting.
Verkozen leden worden betaald door de gemeente.